# Volby do Zastupitelstva města Český Krumlov 2018
Volby do zastupitelstva obce Český Krumlov v roce 2018 proběhly v rámci obecních voleb v roce 2018 v pátek 5. a v sobotu 6. října.  
Město Český Krumlov mělo celkem 16 volebních obvodů. Voleb se účastnilo celkem 42,58 % občanů.

## Kandidátní listiny
Ve volbách kandiduje 11 politických subjektů nebo volebních uskupení v tomto vylosovaném pořadí:
| Číslo  | Volební strana                            | Lídr/yně | Počet hlasů | Hlasy v % | Mandáty | Bilance |
| ------ | ----------------------------------------- | -------- | ----------- | --------- | ------- | ------- |
| 1      | ČSSD                                      |          | 6 441       | 7,05 %    | 2       |         |
| 2      | PRO 2016                                  |          | 8 142       | 08,91 %   | 2       |         |
| 3      | ODS                                       |          | 9 518       | 10,41 %   | 2       |         |
| 4      | KDU-ČSL                                   |          | 11 186      | 12,24 %   | 3       |         |
| 5      | Nezávislí a Zelení                        |          | 6 922       | 7,57 %    | 2       |         |
| 6      | Reálný Krumlov                            |          | 5 386       | 5,89 %    | 1       |         |
| 7      | ANO 2011                                  |          | 12 230      | 13,38 %   | 3       |         |
| 8      | Společně pro Krumlov - Nezávislí a TOP 09 |          | 10 496      | 11,48 %   | 3       |         |
| 9      | Sdružení nezávislých - Město pro všechny  |          | 10 238      | 11,20 %   | 3       |         |
| 10     | KSČM                                      |          | 7 907       | 8,65 %    | 2       |         |
| 11     | Hlas Krumlova Českého                     |          | 2 945       | 3,22 %    | 0       |         |
| Celkem |                                           |          |             | 100 %     | 23      |         |